# Бюлетин на Съюза на македонските политически организации в Съединените щати и Канада
„Бюлетин на Съюза на македонските политически организации в Съединените щати и Канада“ е американски български вестник, излизал от през 1925 година в Индианаполис.
Излиза на български и на английски език и е издаван от централен комитет. Поддържа десницата във ВМРО и е на страната на Иван Михайлов.